# Surf's Up (datorspel)
Surf's Up är datorspel baserat på Sony Pictures Animation  film med samma namn. Surf's Up datorspelet följer den grundläggande berättelsen om Cody Maverick i filmen. Detta spel har utvecklats av Ubisoft och är tillgängligt för  PC och för olika konsolplattformar.